# Монз-ан-Бессен
Монз-ан-Бессе́н (фр. Monts-en-Bessin) — коммуна во Франции, находится в регионе Нижняя Нормандия. Департамент коммуны — Кальвадос. Входит в состав кантона Вилле-Бокаж. Округ коммуны — Кан.
Код INSEE коммуны — 14449.

## Население
Население коммуны на 2010 год составляло 425 человек.
| 1962 | 1968 | 1975 | 1982 | 1990 | 1999 | 2010 |
| ---- | ---- | ---- | ---- | ---- | ---- | ---- |
| 289  | 294  | 256  | 343  | 373  | 388  | 425  |

## Экономика
В 2010 году среди 292 человек трудоспособного возраста (15—64 лет) 213 были экономически активными, 79 — неактивными (показатель активности — 72,9 %, в 1999 году было 70,6 %). Из 213 активных жителей работали 197 человек (101 мужчина и 96 женщин), безработных было 16 (6 мужчин и 10 женщин). Среди 79 неактивных 25 человек были учениками или студентами, 36 — пенсионерами, 18 были неактивными по другим причинам.